# Jared Hoying
Jared William Hoying (* 18. Mai 1989 in Fort Loramie, Ohio) ist ein US-amerikanischer Baseballspieler. Er spielt derzeit auf der Position des Outfielders für die Hanwha Eagles in der KBO League. Zuvor spielte er bereits für die Texas Rangers in der Major  League Baseball (MLB).

## Karriere
Hoying spielte College Baseball an der University of Toledo für die Toledo Rockets. Dort schlug er die zweitmeisten Home Runs in der Teamgeschichte.
Jared Hoying wurde im MLB Draft 2010 als 316. Spieler in der zehnten Runde von den Texas Rangers ausgewählt. Seine Profikarriere begann er beim Class-A-Short-Season-Team Spokane Indians. 2011 wechselte er zum Class-A-Advanced-Team Myrtle Beach Pelicans, wo er eine Saison verblieb, bevor er 2012 zu den Frisco RoughRiders (Class AA) ging, wo er zwei Saisons verblieb. Am 7. Juni 2013 wechselte Hoying zu Round Rock Express, einem Triple-A-Team, wo er einen Schlagschnitt von .319 hatte und durch starke Defensivleistungen auffiel.
Am 23. Mai 2016 wurde er in den Kader der Texas Rangers berufen und gab am selben Tag sein MLB-Debüt. Dort verblieb er bis zum 11. Juni 2016. Am 7. Juli 2016 wurde er erneut zu den Rangers geholt, wo er den verletzten Catcher Bryan Holaday ersetzt. Am 26. Juli 2016 schickten die Rangers Hoying zu den Round Rocks zurück, da sie seinen Kaderplatz für Joey Gall benötigten. Am 6. September 2016 wurde er erneut von den Rangers berufen. Nachdem Hoying sich mit den Rangers nicht auf einen neuen Vertrag einigen konnte, machten diese ihm am 2. Dezember 2016 zum Free Agent. Am 8. Dezember 2016 gaben ihm die Rangers einen Minor-League-Vertrag und luden ihn zum Spring Training ein. Am 16. Mai 2017 wurde er von den Rangers erneut in die MLB berufen. Am folgenden Tag konnte er im Spiel gegen die Philadelphia Phillies seinen ersten MLB-Home-Run erzielen und wurde zum MVP des Spiels ernannt. Am 19. Juni 2017 wurde er zurück in die Minor League geschickt. Am 4. September 2017 wurde er erneut in die MLB berufen. Am 10. Oktober 2017 kehrte Hopying zu den Triple-A Round Rock Express zurück. Am 6. November wählte er die Free Agency.
Am 28. November 2017 unterzeichnete Hoying einen Minor-League-Vertrag bei den Los Angeles Angels. Im Dezember 2017 bat Hoying darum entlassen zu werden, da er einen ertragvolleren Vertrag in Südkorea in Aussicht hatte. Die Angels kamen der Bitte nach und entließen ihn am 17. Dezember 2017. Am folgenden Tag unterzeichnete er einen Vertrag bei den Hanwha Eagles aus der KBO League über 700.000 $. 2018 konnte er in 142 Spielen einen Schlagschnitt von .306 mit 30 Home Runs, 110 RBIs und 47 Doubles produzieren. 2019 hatte er einen Schlagschnitt von .284 für 18 Home Runs, 26 Doubles und 73 RBIs in 124 Spielen, ehe eine Knöchelverletzung für ihn das Saisonaus bedeutete. Im Dezember 2019 unterschrieb er einen neuen Einjahresvertrag über 800.000 US-Dollar.

## Privates
Hoying ist verheiratet und hat seit dem 3. November 2016 eine Tochter.